# Chór Męski im. Feliksa Nowowiejskiego
Chór Męski im. Feliksa Nowowiejskiego, „Nowowiejski” Repty Śląskie – chór w Reptach Śląskich.
Chór został założony, w celu podtrzymania kultu pieśni polskiej, 12 października 1924 przez grono nauczycieli szkoły podstawowej w Reptach Śląskich.
Pierwszy zarząd chóru tworzyli:
- prezes Antoni Matlak – kierownik szkoły podstawowej
- sekretarz Eryk Janus – pracownik umysłowy
- dyrygent – Albin Grabiec – nauczyciel

Chór liczył 27 głosów żeńskich i 18 głosów męskich.
27 stycznia 1925 r. chór został przyjęty do Stowarzyszenia Śpiewaków Śląskich w Katowicach. Chór prowadził bardzo ożywioną działalność, polegającą nie tylko na występach chóru w czasie zjazdów i zawodów śpiewaczych oraz uroczystości narodowych, ale prezentował również przedstawienia teatralne, wieczorki taneczne i był organizatorem licznych wycieczek turystycznych.
Obok prób chóru mieszanego, prowadzono również ćwiczenia silnej sekcji męskiej, co w konsekwencji doprowadziło w 1933 roku do przekształcenia się chóru w chór męski i w tej formie działa on do dziś. Obecnie prezesem chóru jest mgr inż. Krzysztof Paździor a dyrygentem mgr Adam Szeliga. W swej długoletniej historii, oprócz licznych występów w kraju chór występował również za granicą, m.in. w Brenburgu, w Wiedniu, w Czechach i na Słowacji.
W 1999 roku, z okazji 75-lecia chór „Nowowiejski” został odznaczony Złotą odznaką z laurem PZCHiO.
W 2004 roku Jubileuszu 80-lecia swojej działalności chór zajął I miejsce w III Okręgowym Festiwalu Polskiej Pieśni Chóralnej w Radzionkowie.
Chór uświetnia swoją obecnością wiele imprez w tarnogórskich kościołach oraz imprez o charakterze świeckim. Oprócz działalności kulturalnej chór zajmuje się również organizacją różnych imprez oraz wycieczek dla swoich członków oraz ich rodzin.